# Cilma
Cilma (rusky Цильма) je řeka v Archangelské oblasti (prameny) a v Republice Komi v Rusku. Je to levý přítok Pečory. Je 374 km dlouhá. Povodí má rozlohu 21 500 km².

## Průběh toku
Pramení ve vysočině Timanský krjaž, zprava do ní ústí Tobyš.

## Vodní stav
Zdroj vody je převážně sněhový. Průměrný roční průtok vody ve vzdálenosti 54 km od ústí činí 228 m³/s. Zamrzá v říjnu až v první polovině listopadu a rozmrzá na konci dubna až v květnu.

## Využití
Je splavná pro vodáky. Vodní doprava je možná na dolním toku.